# Marco Cattaneo de' Capitaneis
Marco Cattaneo de' Capitaneis (Novara, 1398 circa – Alessandria, 1º marzo 1478) è stato un vescovo cattolico italiano.

## Biografia
Nato a Novara, entrò nell'Ordine dei frati predicatori come si evince dalla documentazione dello Schiavina.
Nel 1457 papa Callisto III lo nominò vescovo di Alessandria.
Si prodigò nel conferire rendite per la comunità fino a quel momento poco pingui, organizzò la struttura ecclesiastica con metodi innovativi e si spese per garantire una maggiore istruzione al clero. Dotò la diocesi di una mensa per i poveri e si prodigò con azioni benefiche.